# Axialis IconWorkshop
Axialis IconWorkshop est un programme informatique éditeur d'icônes développé par Axialis Software.
IconWorkshop peut créer des icônes compatibles avec Windows (.ico), Macintosh (.icns) et les systèmes de type UNIX (.png). Il propose d'assembler des éléments (fond, symbole…) pour créer simplement des icônes de type Pétale (ou WYSIWYG).